# GK-TKスキーム
GK-TKスキーム（ジーケーティーケースキーム）とは、合同会社（GK）と匿名組合（TK）を用いた投資スキームである。

## 概要
特別目的会社（SPC）として、手続き面で株式会社より簡易な合同会社（GK）が用いられる。GKが営業者、投資家が匿名組合員となる匿名組合契約により、投資家はGK（SPC）に投資するスキームである。
匿名組合員たる投資家にパススルー型で税務上の損益認識を行うことで導管性を確保し、GKに課税されない仕組みとなる。
また、倒産隔離のため、SPCたるGKの社員（出資者）には一般社団法人が用いられる（かつてはケイマン諸島の慈善信託や有限責任中間法人が用いられていた）。
不動産証券化の私募ファンドや、太陽光発電投資の投資スキームとして活用されている。
なお、2006年（平成18年）の会社法施行以前は、有限会社と匿名組合を用いた「YK-TKスキーム」であった。

## 不動産証券化（私募ファンド）
不動産証券化の私募ファンドのスキームとして、特定目的会社（TMK）や不動産特定共同事業に比して手続きが簡便でコスト面も有利なため、よく用いられる。
投資対象の不動産は、現物不動産を保有すると不動産特定共同事業法の規制の対象となるため、GK-TKスキームでは不動産信託受益権の形で保有することが一般的である。なお、現物不動産を保有する場合は、不動産特定共同事業法の「特例事業」の要件を満たす必要がある。